# Pinon (Aisne)
Pinon é uma comuna francesa na região administrativa de Altos da França, no departamento de Aisne. Estende-se por uma área de 9,48 km². Em 2010 a comuna tinha 1 755 habitantes (densidade: 185,1 hab./km²).